# Кумсайское месторождение нефти
Кумсайское месторождение нефти расположено в 70 км к югу от города Темир Темирского района, в 6 км к северо-востоку от села Кенкияк и в 2 км к востоку от села Кумсай Актобинской области. Строение месторождения определилось геологическим снимком в 1948, разведочные работы проводились в 1959—1963 годы. Месторождение обнаружено в 1960 году. Производственный горизонт сформировался в осадках средней юры (на глубине 270—285 м). Толщина нефтяного слоя 7 м, иногда 23 м. Коэффициент впитывания нефти 0,8. Открытая пористость 18 %, проницаемость 0,688 мкм². Покров образовался из глинистых слоев яруса готеривских, разлившихся на глинах средней юры и осадках юры. Его нефть тяжелая (0,939 г/см2), серная (0,71 %), мало парафина (0,36 %), много смолы (32,2 %). Давление начальных слоев 2,26-2,46 МПа, температура 13°С. Суточная добыча нефти в скважинах 0,82—2,5 м3, насыщение газом 1,2—1,9 м3/т. По составу растворенного газа нефть тяжелая, этановая. Объём тяжелых углекислородов 40 %, метана 58 %, азота 0,15 %.
С 1964 г. месторождение находится в консервации.
Владелец: АО «КМК-Мунай»